# Lysimachia asperulifolia
Lysimachia asperulifolia ist eine Pflanzenart aus der Gattung Gilbweiderich (Lysimachia) innerhalb der Familie der Primelgewächse (Primulaceae). Englischsprachige Trivialnamen sind englisch rough-leaved loosestrife, roughleaf yellow loosestrife. Dieser seltene Endemit kommt nur in den atlantischen Küstenebenen von North Carolina und dem nördlichen South Carolina in den USA vor. Sie wird in den USA als bedrohte Art bewertet.

## Beschreibung

### Vegetative Merkmale
Lysimachia asperulifolia ist eine ausdauernde krautige Pflanze, die Wuchshöhen von 30 bis 65 Zentimetern erreicht. Als Überdauerungsorgan bildet sie ein etwas verdicktes und weitgehend fleischiges Rhizom, aber keine Knöllchen. Der selbständig aufrechte Stängel ist meist einfach oder spärlich verzweigt. Der Stängel ist mit gestielten Drüsenhaaren bedeckt, besonders im oberen Bereich. Der untere Bereich des Stängels ist leicht rosa und gerippt, während der obere Bereich gelblich ist und keine Rippen aufweist.
Die sitzenden Laubblätter stehen in Wirteln zu dritt oder viert am Stängel, manchmal auch in gegenständigen Paaren. Die grüne Blattspreite ist bei einer Länge von 2 bis 5,5 Zentimetern sowie einer Breite von 0,8 bis 2 Zentimetern lanzettlich mit gerundeter bis gestutzter Spreitenbasis und spitzem oberen Ende. Der Blattrand ist glatt, etwas unten gebogen und nicht bewimpert (Unterscheidung zu verwandten Arten). Die Nervatur ist handförmig mit drei bis fünf Hauptnerven. Die kahle Blattspreite ist dunkel-drüsig punktiert, besonders auf der Unterseite und/oder auf der Oberseite, manchmal kaum erkennbar. Die Laubblätter sind nicht wie der englischsprachige Trivialname nahelegt rau (englisch rough). Kleinere, härtere, braune Blätter stehen gegenständig oder in Wirteln von bis zu sieben nahe der Stängelbasis.

### Generative Merkmale
In den USA liegt die Blütezeit im frühen Sommer. Der meist endständige, 3 bis 10 Zentimeter lange, traubige Blütenstand enthält blattähnliche, grüne Tragblätter. Der 0,4 bis 2 Zentimeter Blütenstiel lange ist mit gestielten Drüsenhaaren bedeckt.
Die zwittrigen Blüten sind radiärsymmetrisch und meist fünfzählig mit doppelter Blütenhülle. Kelch- und Kronblätter sind mit winzigen Drüsenhaaren bedeckt und durch dunkle Harzkanäle gestreift. Die fünf grünen Kelchblätter sind 3 bis 6 Millimeter lang und nur an ihrer Basis verwachsen. Die fünf Kelchzähne sind schmal-lanzettlich. Die Blütenkrone ist radförmig. Die vier bis sieben, normalerweise fünf gelben Kronblätter sind 6 bis 9 Millimeter lang und nur an ihrer Basis verwachsen. Die meist fünf Kronlappen weisen ein spitzes bis bestpitztes oberes Ende auf. Es ist nur ein Kreis mit fünf Staubblättern vorhanden. Die verwachsenen Staubfäden sind mit einer Länge von 1 bis 1,5 Millimetern kürzer als die Kronblätter. Staminodien fehlen.
Die rotgefleckte strohfarbene Kapselfrucht ist 3 bis 4 Millimeter lang, kahl und nicht drüsig punktiert. Die Kapselfrucht öffnet sich mit fünf Fruchtklappen.
Die Chromosomenzahl beträgt 2n = 42.

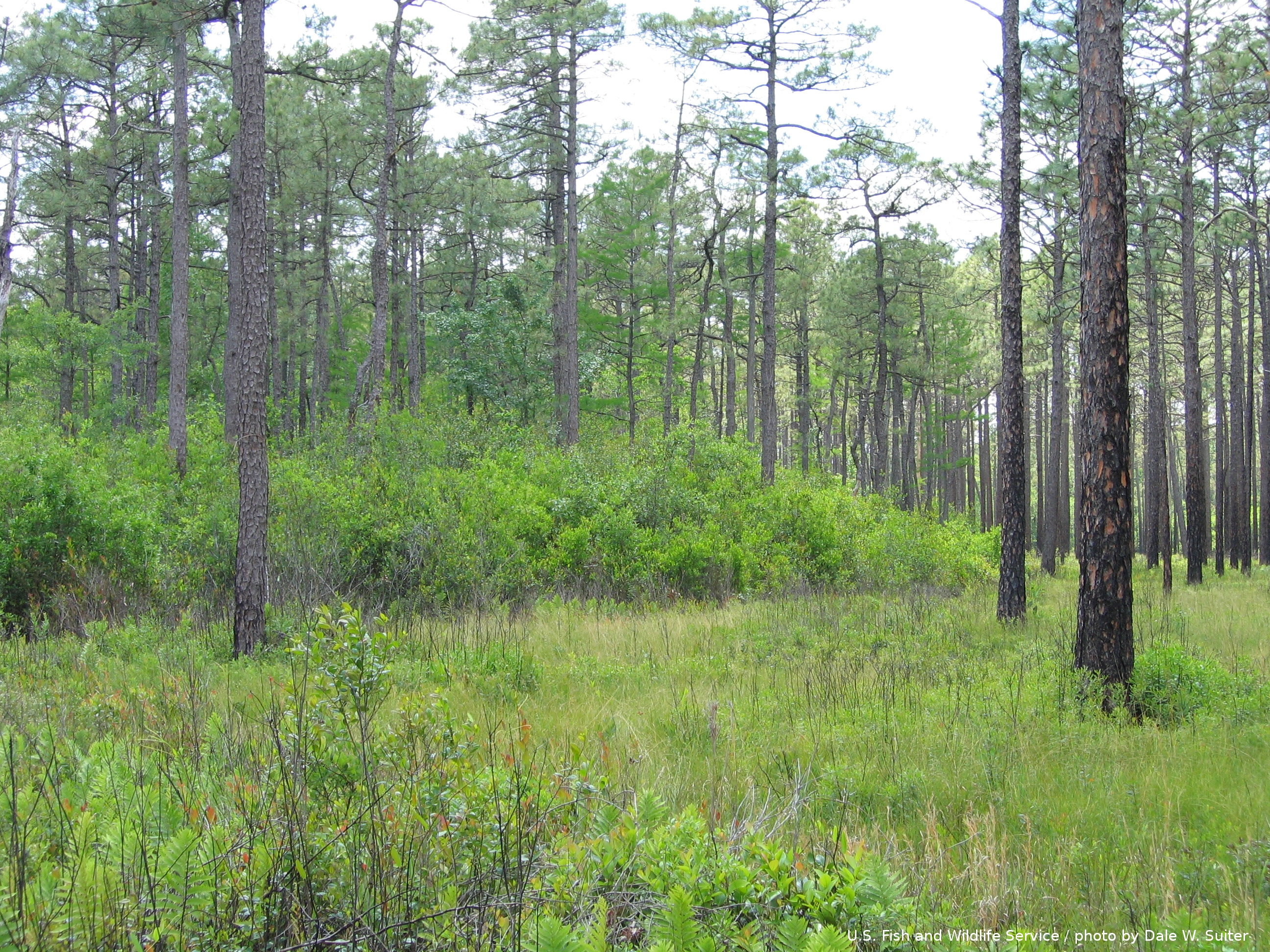
Habitat: Rough-leaf Loosestife Savannah Pocosin Ökoton

## Vorkommen und Gefährdung
Diese seltene Pflanzenart kommt endemisch in den atlantischen Küstenebenen von North Carolina und dem nördlichen South Carolina in den USA vor. Es sind 64 Populationen bekannt.
Lysimachia asperulifolia gedeiht in Höhenlagen von 0 bis 300 Metern. Lysimachia asperulifolia wächst in zahlreichen Pflanzengesellschaften in den Küstenebenen des südlichen North Carolina und des nördlichen South Carolina. Ihre Lebensräume sind Pocosins, Sandhügel, sogenannte Kiefern-Flatwoods und Kiefern-Savannen. Am häufigsten wird sie in offenen Ökotonen zwischen den Höhenzügen von Sumpf-Kiefer-Wäldern und Pinus-serotina-Pocosins angetroffen. Der Boden ist saisonal feucht bis wassergesättigt oder überschwemmt, nährstoffarm und reich an Torf über sandigen Substraten. Lysimachia asperulifolia wächst an solchen Standorten, die durch Feuer natürlicherweise offen innerhalb einer dichten Strauchschicht liegen. Brände unterbinden eine Sukzession und erhalten einen Ökosystem-Typ, in dem die höhere Vegetation klein und spärlich gehalten wird und die Krautschicht in der Sonne zur Blüte gelangt. Bäume, Sträucher und Farne der Lebensräume von Lysimachia asperulifolia sind Aronia arbutifolia, Erlenblättrige Zimterle (Clethra alnifolia), Cyrilla racemiflora, Fothergilla gardenii, Ilex glabra, Magnolia virginiana, Osmundastrum cinnamomea, Persea palustris, Symplocos tinctoria und Vaccinium-Arten. Begleitende krautige Pflanzen, Gräser und Moose sind Andropogon glomeratus, Aristida stricta, Mittlerer Sonnentau (Drosera intermedia), Drosera capillaris, Lachnanthes caroliniana, Peltandra sagittifolia, Gelbe Schlauchpflanze (Sarracenia flava) und Sphagnum-Arten (Torfmoose).
Sie ist in den USA als bedrohte Art bewertet. Von der TNC wird diese Art als gefährdet („G3“ = „Vulnerable“) eingestuft.
In den 1980er Jahren waren die einzigen bekannten Populationen von Lysimachia asperulifolia im Green Swamp Nature Preserve und im Croatan National Forest sowie am Military Ocean Terminal „Sunny Point“ zu finden. Eine weitere wurde bei Fort Bragg ausgemacht. Ein Backburning-Programm auf den militärischen Liegenschaften sollte den Lebensraum des Kokardenspechts (Picoides borealis) bewahren. Dieser Lebensraum ist auch für Lysimachia asperulifolia geeignet, so dass im Ergebnis weitere Populationen auftauchten, die vorher durch Überwucherung unterdrückt waren. Eine dieser Populationen befindet sich am Camp Lejeune, und am Fort Bragg etablierten sich weitere Populationen. Das Vorkommen in South Carolina liegt nahe „Fort Jackson“. Bis 1995 wurden 64 Populationen bekannt. Weil sich diese Pflanzenart normalerweise vegetativ durch Sprossung aus dem Rhizom vermehrt und so Klone bildet, bestehen auch große Populationen aus wenigen genetisch unterscheidbaren Individuen mit vielen Sprossen, die an der Oberfläche sichtbar sind.
Die größte Bedrohung für Lysimachia asperulifolia geht von Verlust oder Degradation ihres Lebensraums aus. Viele Gebiete in ihrem Verbreitungsgebiet wurden städtebaulich entwickelt, die Feuchtgebiete wurden entwässert, um Land für Wohn-, Gewerbe- und Erholungszwecke zu gewinnen. Verbleibende Lebensräume wurden unzureichend gemanagt und durch Unterbindung eines natürlichen Feuerregimes degradiert. Als Brandbekämpfungs-Maßnahmen eingeführt wurden, begannen die Pocosins, die Sandhügel und Sümpfe zu verbuschen und mit Bäumen zuzuwachsen. Sträucher wurden nicht unterdrückt, sondern wuchsen zu stattlichen Höhen heran, so dass sie viele krautige Pflanzen durch Beschattung auskonkurrierten. Selbst wenn Feuer zugelassen oder bewusst angewandt wurden, erreichten sie nicht die Ausmaße, die erforderlich sind, um die enorme akkumulierte organische Substanz zu beseitigen. Mit dem Brandschutz einhergehende Aktivitäten können sich auch nachteilig auswirken, wenn beispielsweise Brandschneisen oft in offene Ökotone geschlagen werden, wo Lysimachia asperulifolia meist wächst. Die Landwirtschaft, einschließlich der Kiefern-Plantagen, und andere Aktivitäten verändern die Hydrologie der Feuchtgebiete und machen die Flächen für diese und andere heimische Arten ungeeignet. Viele Populationen befinden sich auf militärischen Liegenschaften und sind durch die Militäroperationen gefährdet, die sie zerstören könnten.

## Taxonomie
Die Erstbeschreibung erfolgte 1814 mit der Schreibweise Lysimachia asperulaefolia durch Jean Louis Marie Poiret in Jean Baptiste Antoine Pierre de Monnet de Lamarck in Encyclopédie Méthodique. Botanique ..., Supplément 3, 2, Seite 477. Die Schreibweise wurde entsprechend International Code of Nomenclature for algae, fungi, and plants. (Shenzhen Code): Chapter VIII: Orthogaphy and Gender of Names, Section 1: Orthogaphy Article 60 in Lysimachia asperulifolia Poir. geändert. Ein weiteres Synonym für Lysimachia asperulifolia Poir. ist Lysimachia herbemontii Elliott.